# استران‌رار
استران‌رار (به انگلیسی: Stranraer) یک شهرک در اسکاتلند است که در Inch, Wigtownshire  واقع شده‌است. استران‌رار ۱۰٬۸۵۱ نفر جمعیت دارد.